# Michał Pazdan
Michał Pazdan, né le 21 septembre 1987 à Cracovie, est un footballeur international polonais. Il joue actuellement en première division polonaise, au poste de défenseur, au sein du Jagiellonia Białystok.

## Biographie

### Formation et débuts
Formé au Hutnik Cracovie, l'un des nombreux clubs de sa ville de naissance, Michał Pazdan y fait ses débuts en tant que footballeur professionnel, en 2004. L'équipe est alors en troisième division, et il y passera trois saisons. En 2007, à l'âge de vingt ans, il rejoint le Górnik Zabrze, quatorze fois champion de Pologne. Sa première apparition en première division a lieu le 14 septembre 2007, contre le Polonia Bytom au stade Ernest-Pohl. Laissé à disposition de l'équipe réserve durant quelques mois, il s'impose chez les pros dès novembre.

### Joue près de 200 matchs en première division
Régulièrement dans le onze de départ du Górnik Zabrze, Pazdan est rapidement convoqué en sélection nationale. Après deux rencontres non officielles disputées en Turquie et à Chypre, il honore sa première sélection en équipe de Pologne le 27 février 2008, lors d'un match amical joué contre l'Estonie à Wronki. Malgré les résultats moyens du Górnik, le sélectionneur de la Reprezentacja Leo Beenhakker le retient parmi l'effectif de vingt-trois joueurs appelé à participer à l'Euro 2008. Il n'y disputera aucun match et la Pologne sera éliminée dès le premier tour.
De retour en club, il ne manque que deux matchs en championnat lors des deux saisons suivantes. Malgré son lustre d'antan, le Górnik Zabrze se limite à jouer le maintien ou le milieu de tableau, et après 131 matchs disputés avec le club, Pazdan décide de le quitter à l'été 2012, n'ayant en outre plus joué en équipe nationale depuis plus de quatre ans.
Le 21 mai 2012, il signe un contrat de trois ans avec le Jagiellonia Białystok. Il s'y impose rapidement et retrouve la sélection un an plus tard, à l'occasion d'un match contre la Slovaquie. Avec le Jaga, Pazdan joue près de 100 matchs toutes compétitions confondues.

### S'engage avec le Legia Varsovie
Le 25 juin 2015, il rejoint le Legia Varsovie, vice-champion en titre. Le club de la capitale recrute alors le meilleur défenseur de la saison précédente selon l'organisateur du championnat.

## Statistiques
| Saison                | Club                  | Championnat           | Championnat | Championnat | Coupe(s) nationale(s) | Coupe(s) nationale(s) | Supercoupe | Supercoupe | Compétition(s) continentale(s) | Compétition(s) continentale(s) | Compétition(s) continentale(s) | Total | Total |
| Saison                | Club                  | Division              | M.          | B.          | M.                    | B.                    | M.         | B.         | Comp.                          | M.                             | B.                             | M.    | B.    |
| 2007-2008             | Górnik Zabrze         | Ekstraklasa           | 19          | 0           | -                     | -                     | -          | -          | -                              | -                              | -                              | 19    | 0     |
| 2008-2009             | Górnik Zabrze         | Ekstraklasa           | 29          | 0           | 2                     | 0                     | -          | -          | -                              | -                              | -                              | 31    | 0     |
| 2009-2010             | Górnik Zabrze         | I liga                | 33          | 2           | -                     | -                     | -          | -          | -                              | -                              | -                              | 33    | 2     |
| 2010-2011             | Górnik Zabrze         | Ekstraklasa           | 17          | 0           | -                     | -                     | -          | -          | -                              | -                              | -                              | 17    | 0     |
| 2011-2012             | Górnik Zabrze         | Ekstraklasa           | 28          | 1           | 2                     | 0                     | -          | -          | -                              | -                              | -                              | 30    | 1     |
| Sous-total            | Sous-total            | Sous-total            | 126         | 3           | 4                     | 0                     | -          | -          | -                              | -                              | -                              | 130   | 3     |
| 2012-2013             | Jagiellonia Białystok | Ekstraklasa           | 27          | 1           | 3                     | 0                     | -          | -          | -                              | -                              | -                              | 30    | 1     |
| 2013-2014             | Jagiellonia Białystok | Ekstraklasa           | 32          | 0           | 5                     | 0                     | -          | -          | -                              | -                              | -                              | 37    | 0     |
| 2014-2015             | Jagiellonia Białystok | Ekstraklasa           | 27          | 2           | 2                     | 0                     | -          | -          | -                              | -                              | -                              | 29    | 2     |
| Sous-total            | Sous-total            | Sous-total            | 86          | 3           | 10                    | 0                     | -          | -          | -                              | -                              | -                              | 96    | 3     |
| 2015-2016             | Legia Varsovie        | Ekstraklasa           | 24          | 0           | 4                     | 0                     | 1          | 0          | C3                             | 10                             | 0                              | 39    | 0     |
| 2016-2017             | Legia Varsovie        | Ekstraklasa           | 28          | 0           | 4                     | 0                     | -          | -          | C1+C3                          | 8+2                            | 0                              | 42    | 0     |
| 2017-2018             | Legia Varsovie        | Ekstraklasa           | 9           | 0           | -                     | -                     | 1          | 0          | C1                             | 5                              | 0                              | 15    | 0     |
| Sous-total            | Sous-total            | Sous-total            | 61          | 0           | 8                     | 0                     | 2          | 2          | -                              | 25                             | 0                              | 96    | 2     |
| Total sur la carrière | Total sur la carrière | Total sur la carrière | 273         | 6           | 20                    | 0                     | 2          | 2          | -                              | 25                             | 0                              | 320   | 8     |

## Palmarès
|  |  | Legia Varsovie - Champion de Pologne - Champion : 2016 et 2017 - Coupe de Pologne - Vainqueur : 2016 et 2018 |